# Assemblée nationale (Bhoutan)
Pour les autres articles nationaux ou selon les autres juridictions, voir Assemblée nationale.
IVe législature
Gyelyong Tshokhang
L'Assemblée nationale (en dzongkha : གི་རྒྱལ་ཡོངས་ཚོགས་འདུ་ wylie : Gyelyong Tshogdu) est la chambre basse du parlement bicaméral du Bhoutan. Il comporte également le roi et le Conseil National. C'est la chambre la plus puissante. 
L'Assemblée nationale est composée de 47 membres élus lors des dernières élections générales le 30 novembre 2023 et 9 janvier 2024.
Le Parti démocratique populaire (PDP) remporte 30 sièges et le Parti tendrel du Bhoutan (BTP) obtient quant à lui les 17 sièges restants.

## Système électoral

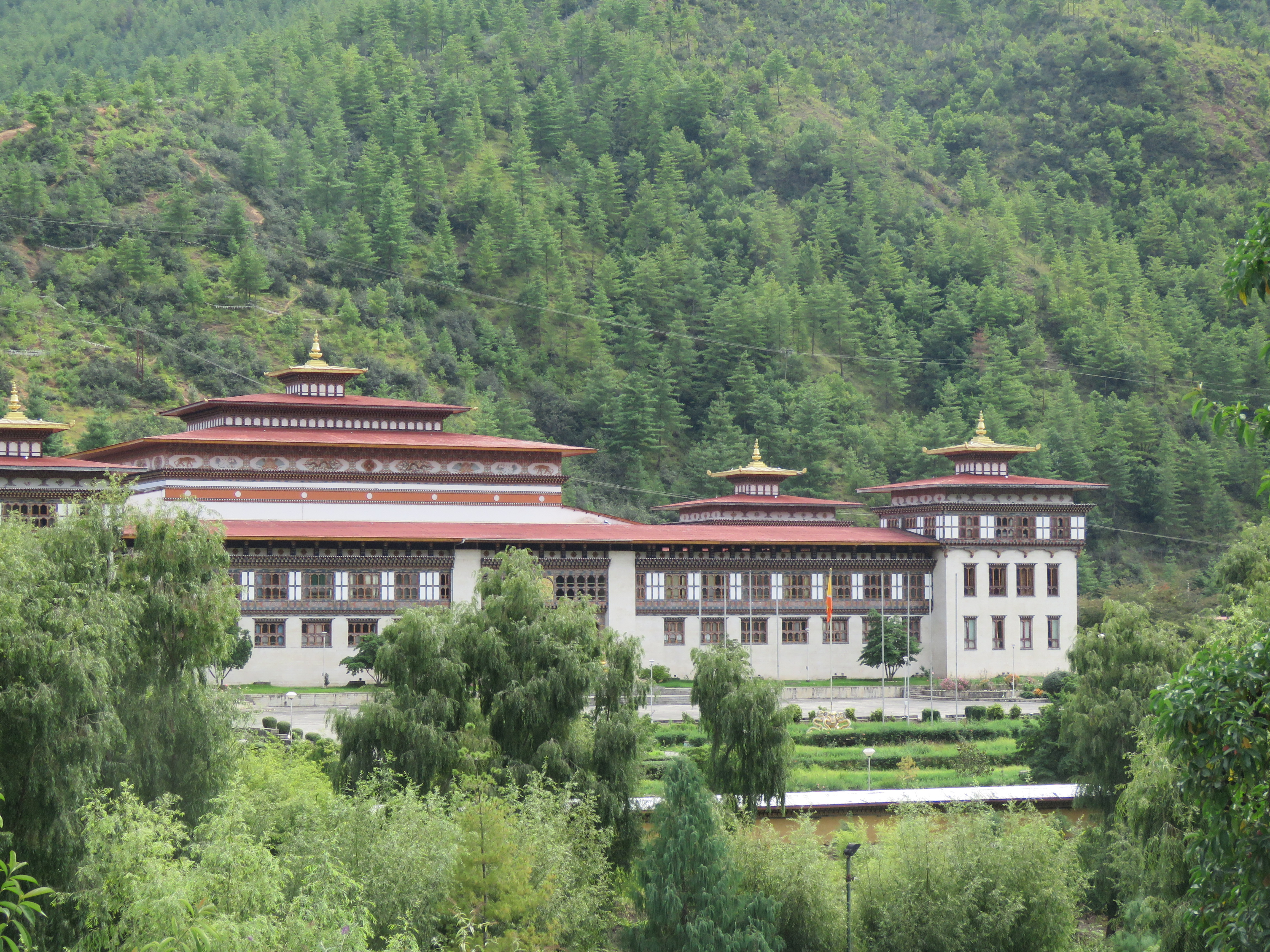
Siège du Parlement du Bhoutan.

L'Assemblée nationale est composée de 47 sièges pourvus pour cinq ans via une forme modifiée du scrutin uninominal majoritaire à deux tours. Les partis présentent des candidats dans chaque circonscription au premier tour, mais celui-ci n'a qu'un rôle de primaire, et seuls les deux partis arrivés en tête au niveau national peuvent se présenter au second tour, qui fait office de réelle élection. Les candidats arrivés en tête dans leurs circonscription au second tour sont déclarés élus.
Il est fait recours à des machines à voter dans l'ensemble du pays, ce qui rend inexistants les votes blancs ou invalides, les machines ne donnant pas la possibilité d'effectuer un vote blanc en accord avec la loi électorale.

## Liste des présidents
| Titulaire                                        | Début                            | Fin                              |
| Président du Tshogdu (1953-2007)                 | Président du Tshogdu (1953-2007) | Président du Tshogdu (1953-2007) |
| ------------------------------------------------ | -------------------------------- | -------------------------------- |
| Dasho Kesang Dawa                                | 1953                             | 1955                             |
| Dasho Thinley Dorji                              | 1956                             | 1963                             |
| Dasho Tamji Jagar                                | 1964                             | 1965                             |
| Nidup Yanglop                                    | 1966                             | 1968                             |
| Dasho Kesang Dawa                                | 1969                             | 1971                             |
| Dasho Shingkhar Lam                              | 1971                             | 1974                             |
| Nidup Yanglop                                    | 1974                             | 1977                             |
| Dasho Tamji Jagar                                | 1977                             | 1988                             |
| Lyonpo Sangye Penjor                             | 1988                             | 1989                             |
| Dasho Passang Dorji                              | 1989                             | 1997                             |
| Lyonpo Kinzang Dorji                             | 1997                             | 2000                             |
| Dasho Ugyen Dorji                                | 2000                             | 2007                             |
| Président de l'Assemblée nationale (depuis 2008) |                                  |                                  |
| Lyonpo Jigme Tshultim                            | 2008                             | 2013                             |
| Lyonpo Jigme Zangpo                              | 2013                             | 2018                             |
| Lyonpo Wangchuk Namgyel                          | 2018                             | 2023                             |
| Lungten Dorji                                    | 2024                             | en fonction                      |